# ナンシー派美術館
ナンシー派美術館(Musée de l'École de Nancy)は、フランスのナンシーにある美術館である。アール・ヌーヴォーの芸術家たちの作品で知られている。

## 沿革

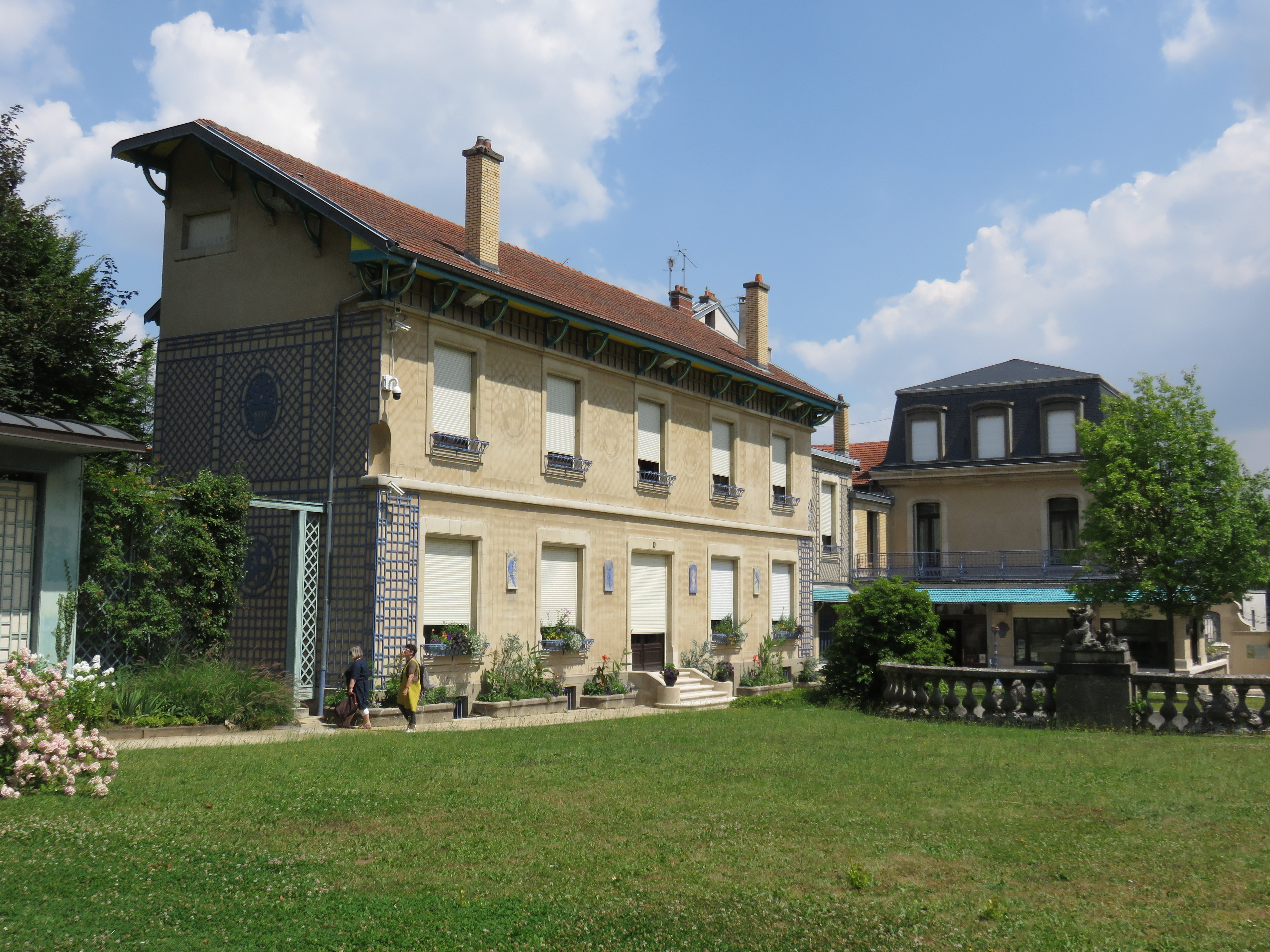
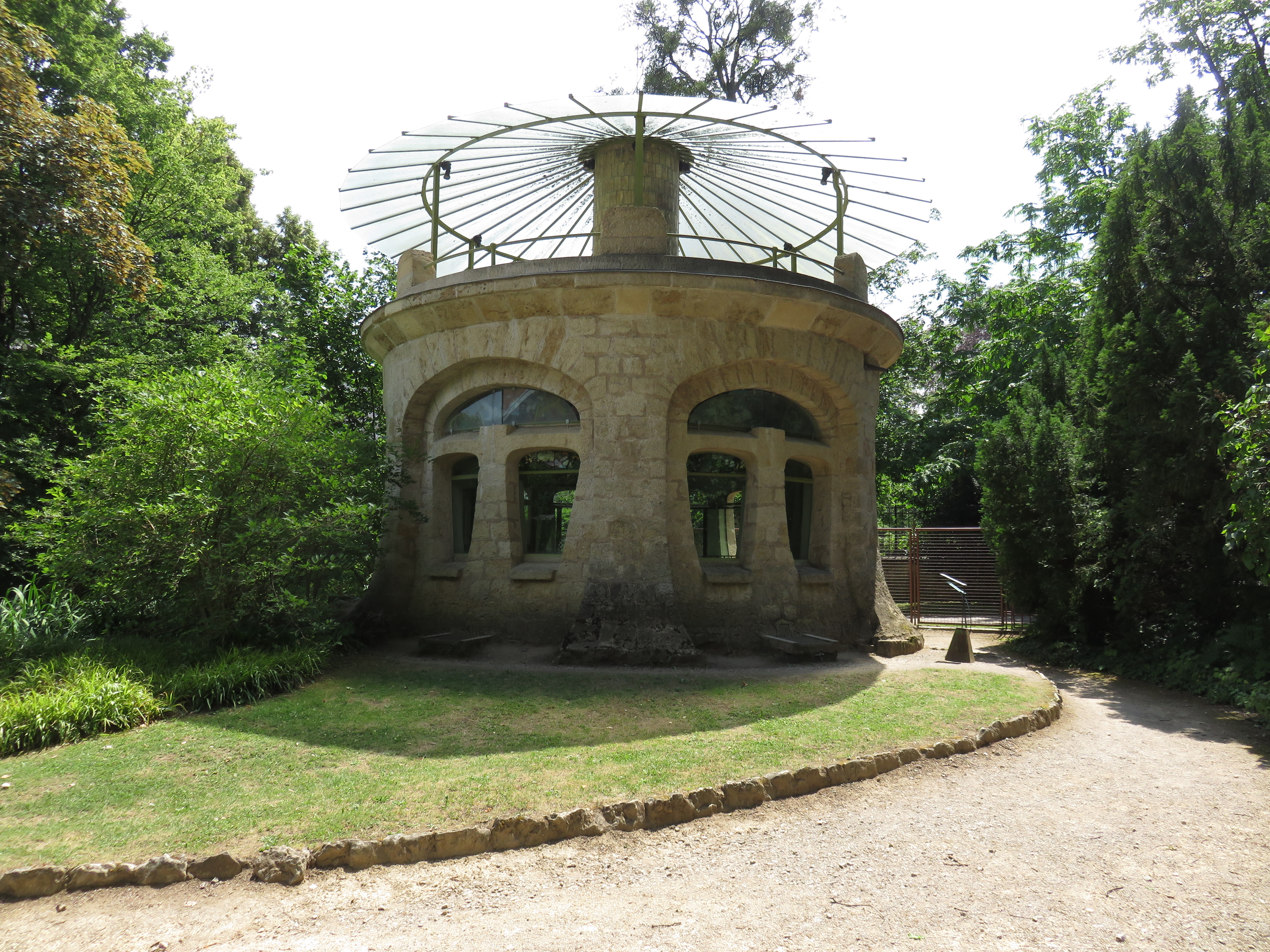
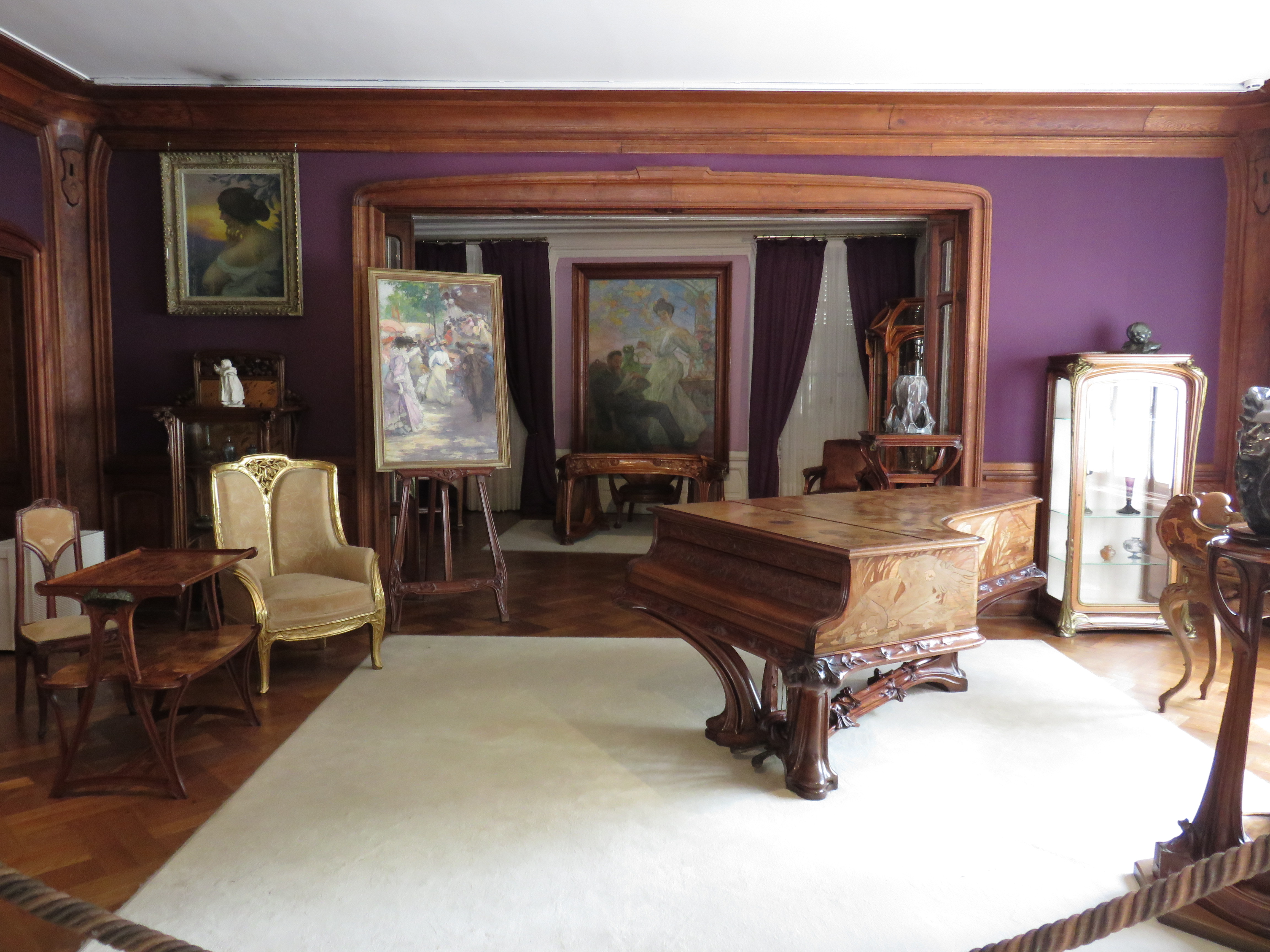
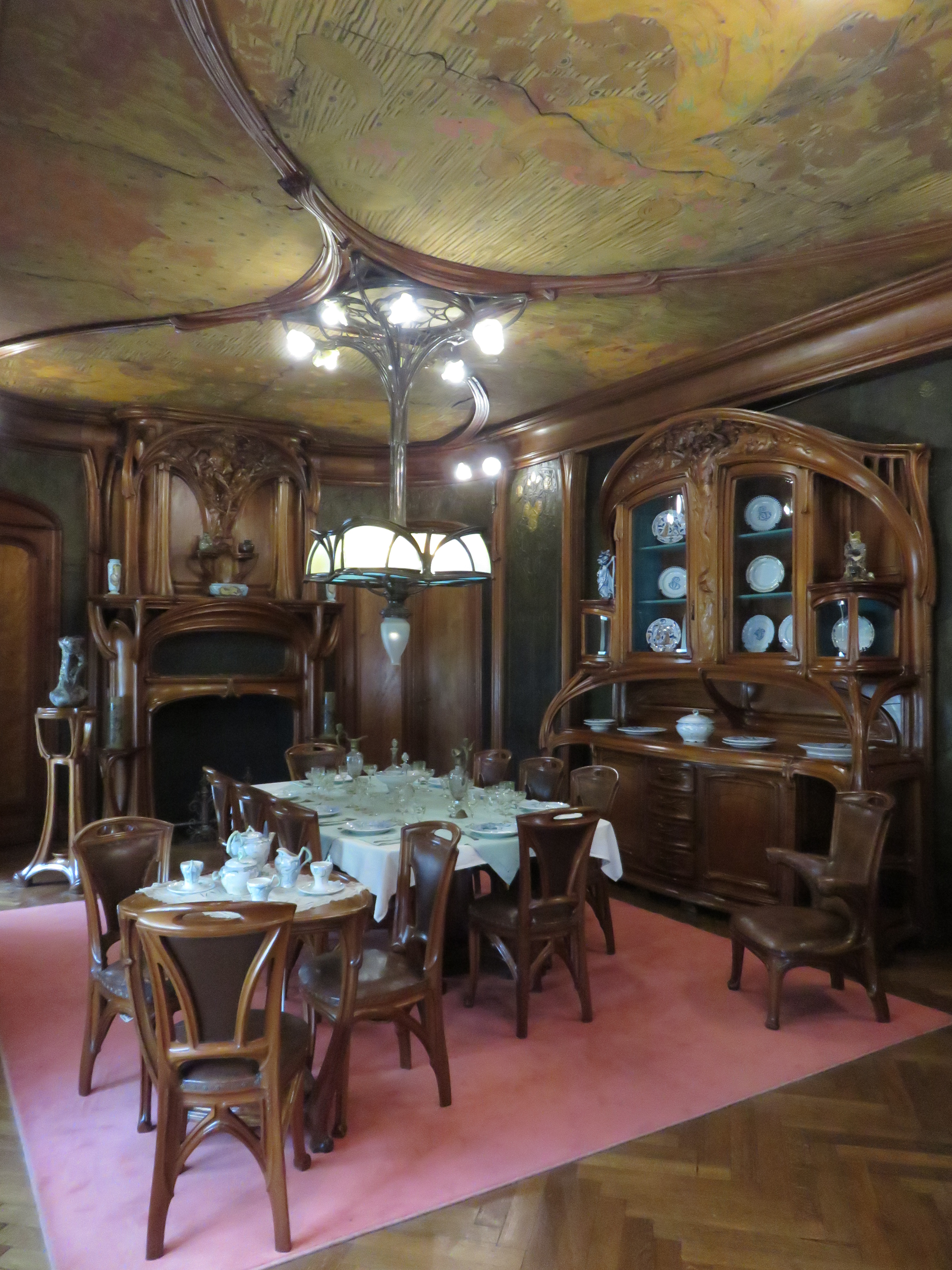
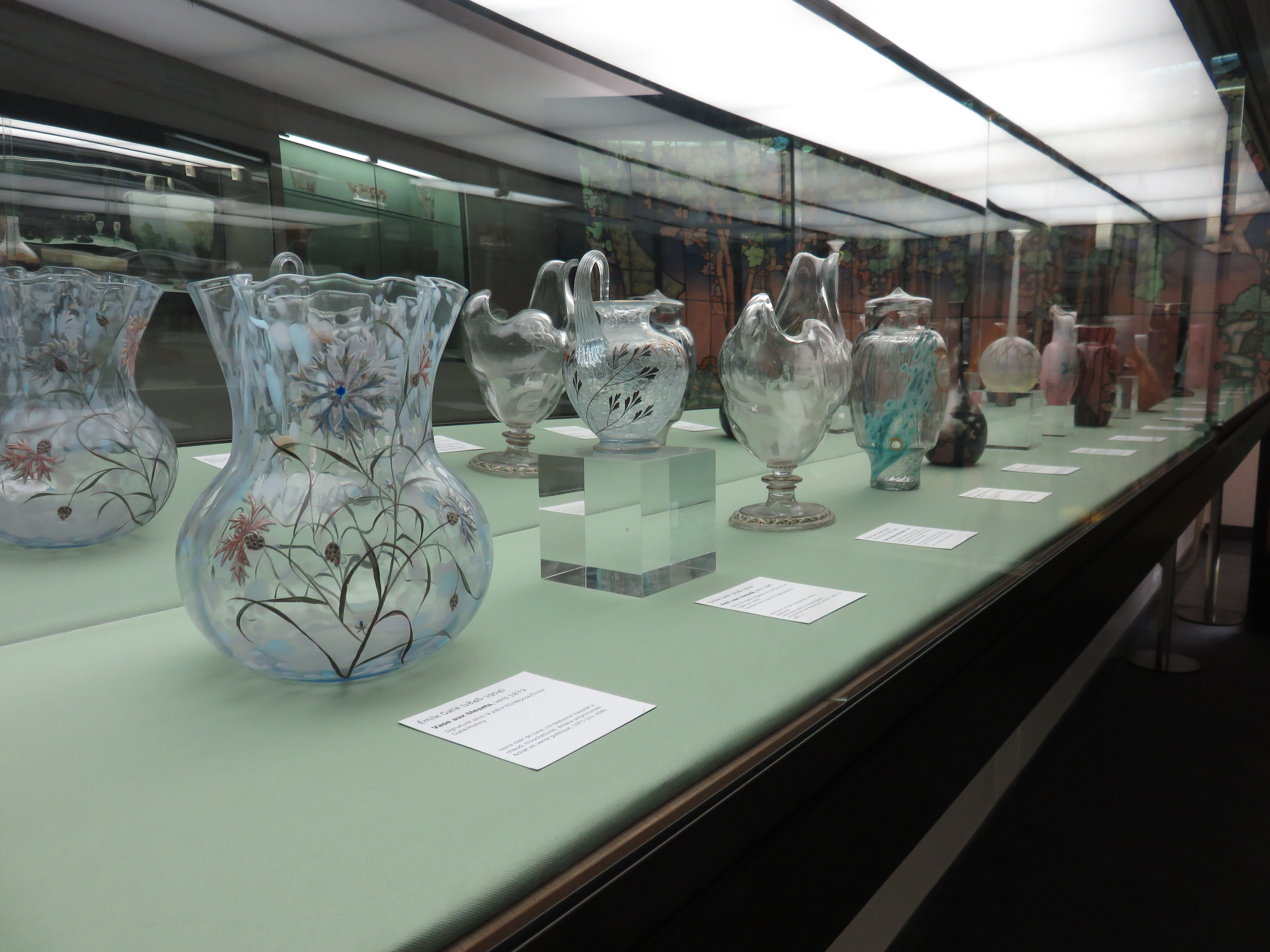
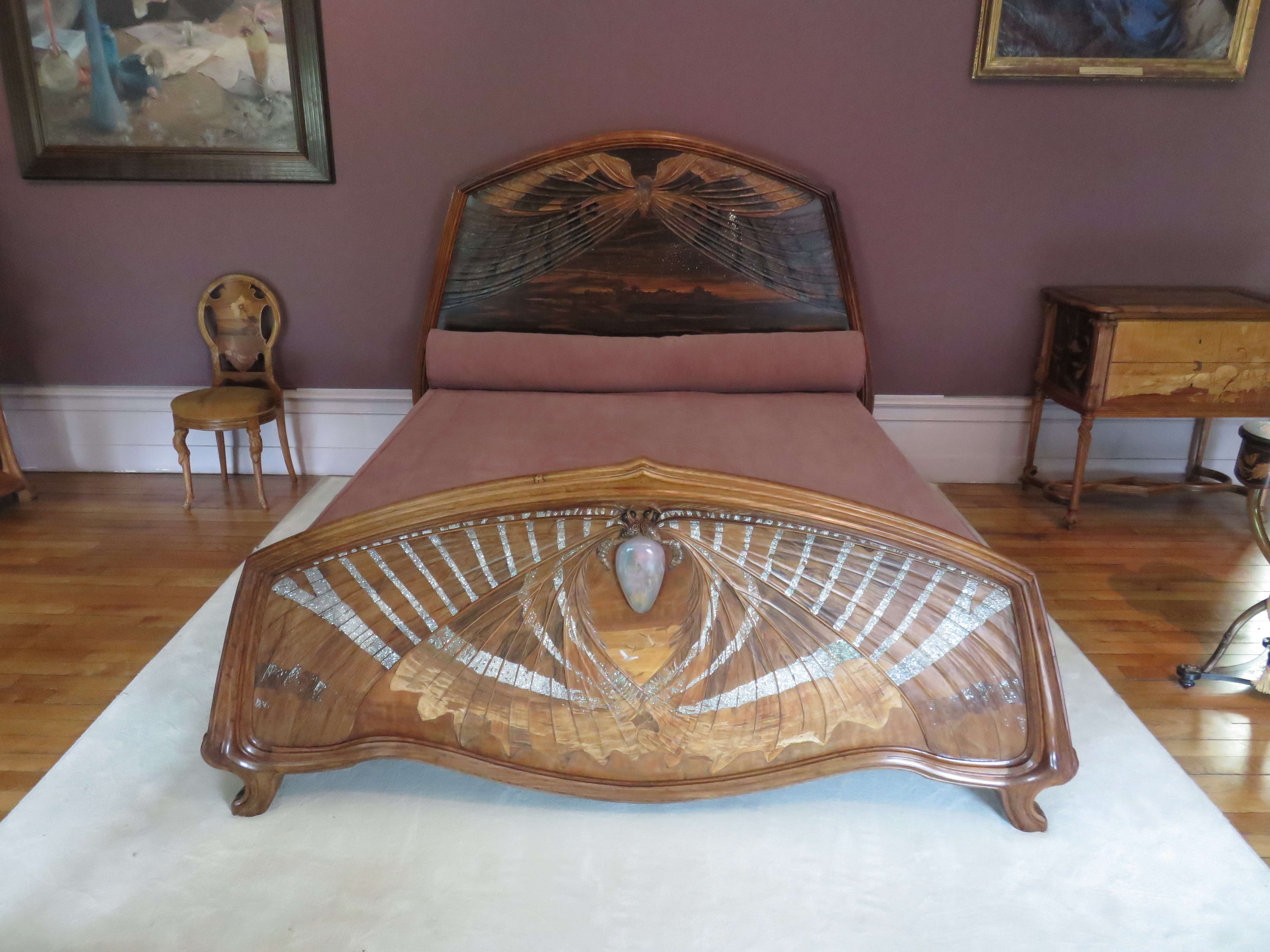
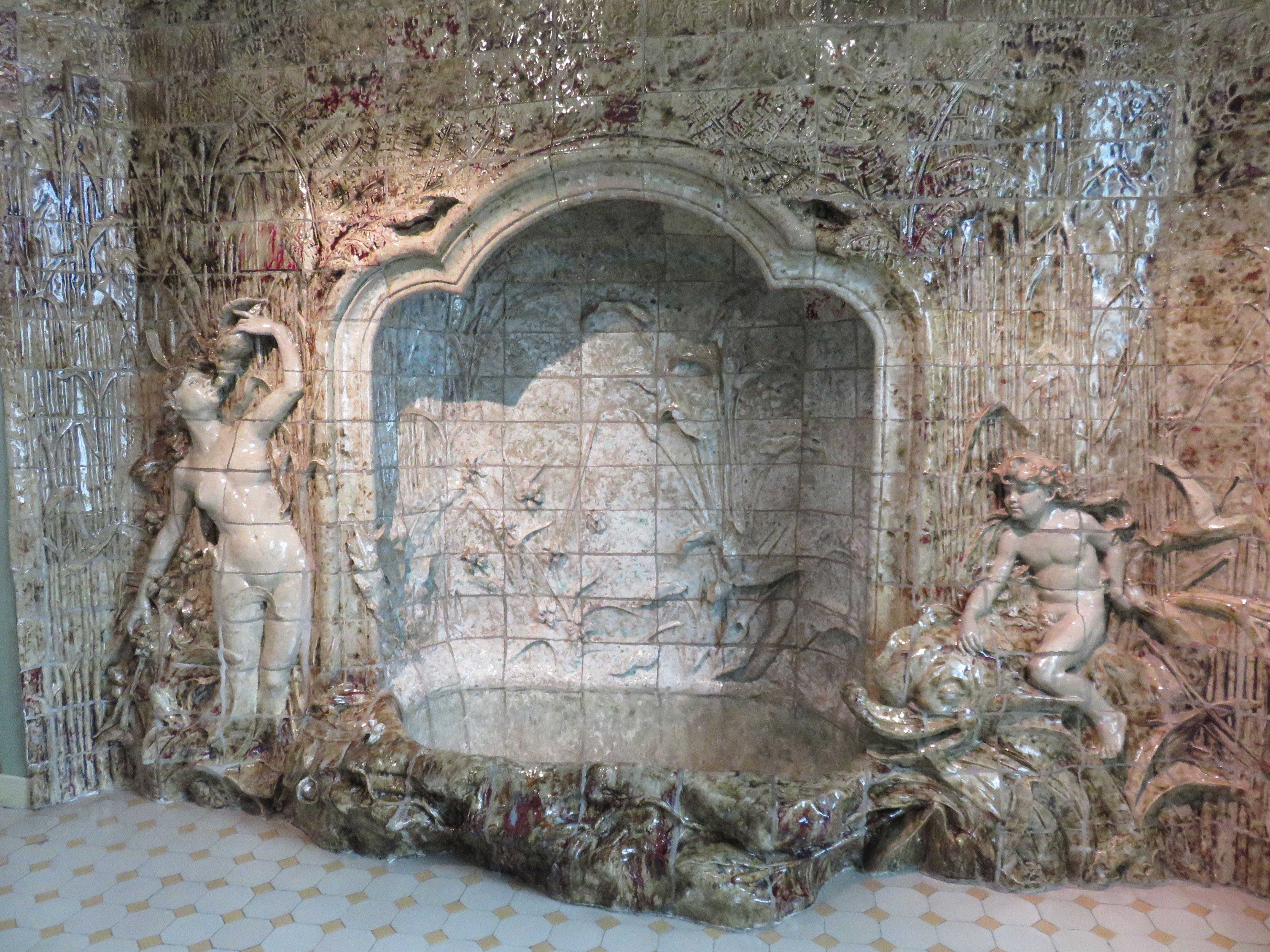
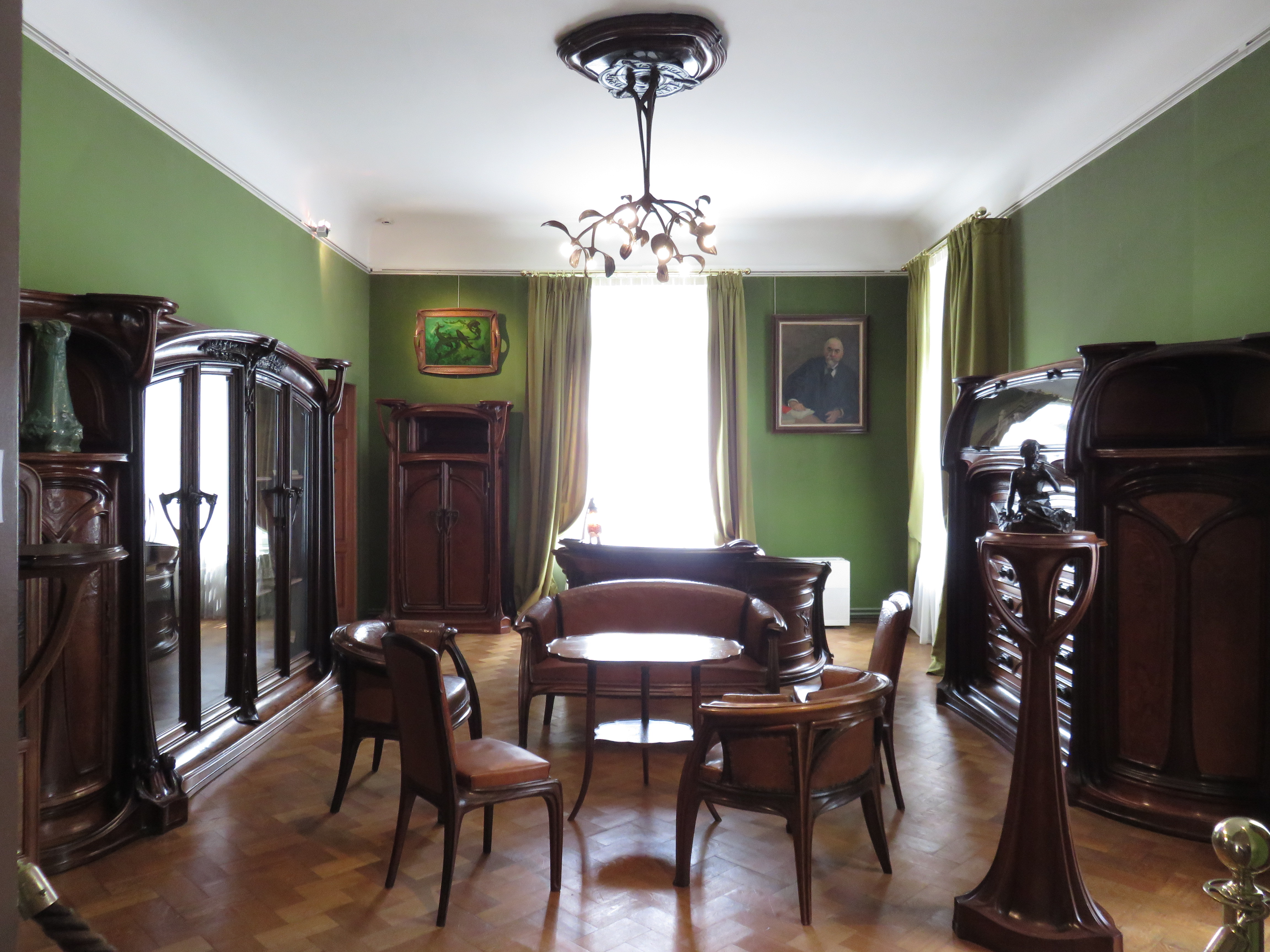
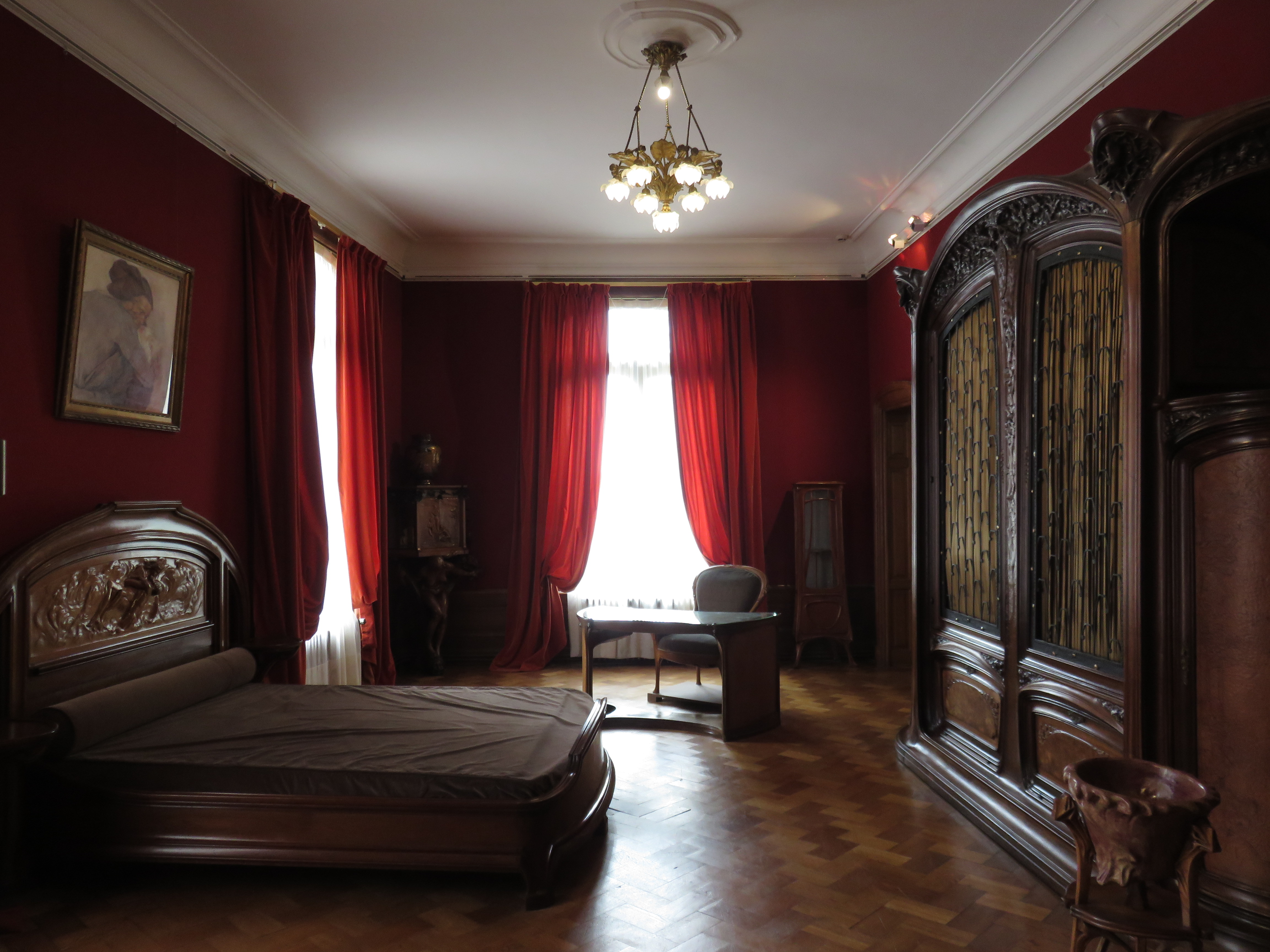

エミール・ガレのパトロンであった
ウジェーヌ・コルバンの私邸を改装した美術館で1964年に開館。ナンシー派の芸術家たちの作品を多く所蔵している。庭園も整備されている。

## コレクション
エミール・ガレのデザインしたベッドやランプ(ひとよ茸ランプ等)、ジャック・グリュベールのステンドグラス、ルイ・マジョレル、ウジェーヌ・ヴァランの家具などを所蔵。作品を展示しているというより、工芸品、陶器、ガラス工芸、織物等が日常の生活空間の中に作品が配置されている。